# Língua islandesa

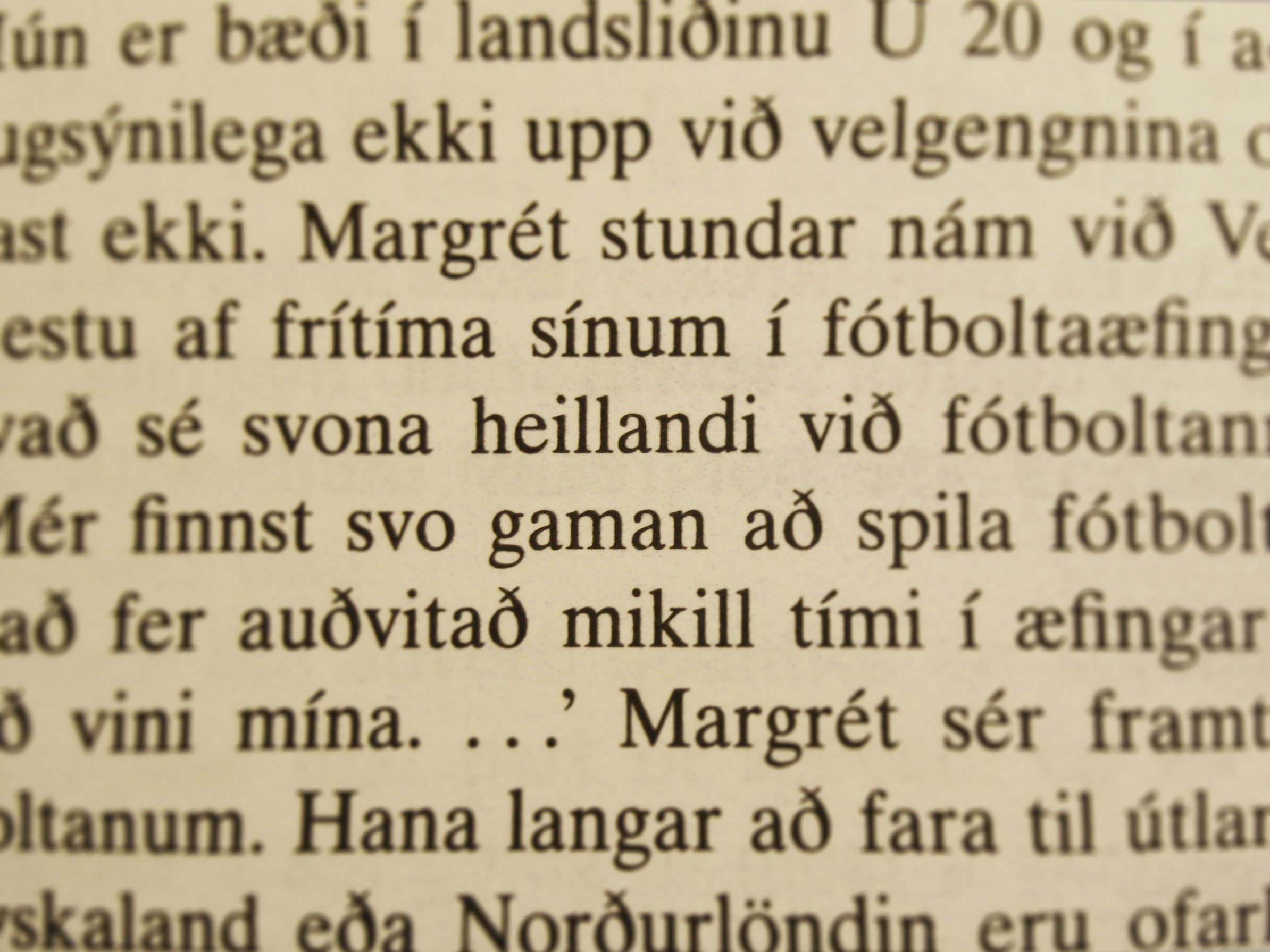
Imagem de text em islandês

O islandês (íslenska) é uma língua nórdica do ramo germânico setentrional falada por aproximadamente 32 mil pessoas na Islândia.  Juntamente com o feroês, o norueguês ocidental e o norn, constituiu anteriormente o nórdico ocidental; enquanto o dinamarquês, o norueguês oriental e o sueco constituíam nórdico oriental. O norueguês moderno bokmål é influenciado por ambos os grupos, levando as línguas nórdicas a serem divididas em línguas escandinavas do continente e nórdico insular (incluindo o islandês). Historicamente, foi a mais ocidental das línguas indo-europeias até o estabelecimento português nos Açores.

## História
O norreno ou norueguês antigo é o nome dado à língua que os colonizadores viquingues falavam nessa época. Na Alta Idade Média ainda não havia uma diferença significativa entre as línguas faladas na Escandinávia, que eram naqueles tempos mutuamente inteligíveis. Como a colonização foi realizada majoritariamente por noruegueses da costa oeste daquele país, é provável que traços dialetais específicos dessa área tenham influenciado o islandês atual.
O islandês é considerado a língua mais conservadora das línguas escandinavas e representa um caso único de continuidade linguística. O isolamento geográfico, somado a altas taxas de alfabetização na ilha desde o século XIII contribuíram para a estabilidade do idioma. A variedade moderna do idioma reteve o sistema de casos original do nórdico antigo, herdado do indo-europeu, e um vocabulário relativamente inalterado. De fato, as crianças na escola não têm grandes dificuldades em ler a Edda e as sagas em norueguês antigo.
Há ainda na Islândia há muitos séculos um movimento que zela pela "pureza" da língua. Desde muito tempo existe naquele país uma resistência aos empréstimos de outras línguas modernas. Quando um objeto novo é descoberto ou um novo conceito é criado, há um departamento na Universidade da Islândia em Reykjavík que se incumbe de criar um novo termo a partir do léxico já existente. Palavras como telefone, que em islandês é sími, uma antiga palavra islandesa para fio ou cabo; rádio: útvarp, computador: tölva e eletricidade: rafmagn (poder do âmbar) são exemplos desse movimento.
Não obstante, é possível estabelecer duas etapas de desenvolvimento da língua quanto à pronúncia:
- Islandês antigo, até 1500.
- Islandês moderno, de 1500 em diante.

O islandês moderno sofreu as mudanças ocorridas devido à Grande Mudança Vocálica que afetou todas as línguas germânicas em níveis diferentes.

### Caráter conservador
O islandês moderno é o idioma mais conservador de todas as línguas escandinavas e pode-se datar seu início em 1540 com a tradução do Novo Testamento. A política linguística formulada no século XVIII proíbe a entrada de palavras estrangeiras, e por isso no lugar de adotar termos científicos e técnicos de procedência oficial, o islandês cria neologismos a partir de palavras próprias; além disso, reativa palavras antigas e cria outras baseadas em raízes bem conservadas na tradição linguística nacional.
A língua normativa é uma continuação direta da língua dos antigos colonos, mostrando forte influência da língua do sudeste da Noruega; de fato, durante os primeiros 200 anos não havia diferenças marcantes entre o norueguês e o islandês. Os laços culturais entre as duas nações eram fortes até o século XIV, quando ocorreu a União de Kalmar entre Dinamarca, Noruega e Suécia,  o que leva a separação entre Islândia e Noruega e os islandeses a traduzir a Bíblia e outras literaturas de cunho religioso para sua própria língua e os noruegueses a adotar o dinamarquês como língua oficial da Igreja.
O que mais se modificou no islandês moderno com relação ao antigo norueguês foi o sistema fonológico, especialmente no que se refere a seu sistema vocálico. Do século XII temos uma excelente descrição do sistema fonológico do islandês antigo no chamado “Primeiro Tratado Gramatical”; do qual consta que no islandês do século XII havia 9 unidades vocálicas qualitativas, tendo no total 26 fonemas vocálicos, pois as vogais poderiam ser orais ou nasais, curtas ou longas.

## Ortografia
O islandês é escrito utilizando-se o alfabeto latino, introduzido junto com o cristianismo por volta do ano 1000, acrescido de alguns símbolos próprios: ð (chamada eth, que é uma fricativa dental sonora [ð]), þ (thorn, que representa a fricativa dental surda [θ]) e æ (que representa o ditongo [ai]). O alfabeto islandês completo tem 32 letras. As vogais com acentos são consideradas letras separadas; assim, num dicionário austan vem antes de ábóti. O alfabeto completo é como segue:
A Á B D Ð E É F G H I Í J K L M N O Ó P R S T U Ú V X Y Ý Þ Æ Ö
O norreno era escrito até a cristianização utilizando-se o alfabeto rúnico, havendo daquela época algumas inscrições em pedras, túmulos e etc.

### Transliteração
A transliteração de islandês para português é o processo de transliteração da língua islandesa para a língua portuguesa.

Por analogia com outros idiomas e por correspondência fonética aproximada, a transliteração de palavras islandesas costuma usar as seguintes equivalências para as letras que não existem em português:
| Letra islandesa | Letra Latina | Exemplo                     | Exemplo          |
| --------------- | ------------ | --------------------------- | ---------------- |
| Ðð              | Dd           | Skagafjörður - Skagafjördur | bíða – bida      |
| Þþ              | Tt ou THth   | Þingvellir - Thingvellir    | þú - tú          |
| Ææ              | AEae         | Æsir - Aesir                | hvenær - hvenaer |

## Fonologia
A língua islandesa contém um grande número de vogais e ditongos. Devido às mudanças ocorridas por meio da Grande Mudança Vocálica, as antigas vogais longas do norreno, marcadas por um acento agudo, tornaram-se ditongos no islandês moderno (assim como em inglês e nas demais línguas germânicas). Assim sendo, as vogais a = [a], e = [ε] e o = [ɔ] tornam-se: á = [au], é = [jε] e ó = [ou].
A tabela completa com todos os sons vocálicos do islandês é a seguinte:
| Monotongos     | Frontais | Posteriores |
| -------------- | -------- | ----------- |
| Fechadas       | i        | u           |
| Quase fechadas | ɪ • ʏ    |             |
| Semiabertas    | ɛ • œ    | ɔ           |
| Abertas        | a        | a           |

Onde símbolos aparecem em pares, aquele à direita do ponto (•) representa uma vogal arredondada.

## Gramática

### Substantivos
Em islandês há quatro casos nominais: Nominativo, Acusativo, Dativo e Genitivo e há três gêneros: masculino, feminino e neutro.
Cada gênero é subdividido em mais padrões de declinação que definem como cada palavra será declinada. Os paradigmas mais representativos de cada gênero são:
|            | Singular | Plural |
| ---------- | -------- | ------ |
| Nominativo | hestur   | hestar |
| Acusativo  | hest     | hesta  |
| Dativo     | hesti    | hestum |
| Genitivo   | hests    | hesta  |

|            | Singular  | Plural    |
| ---------- | --------- | --------- |
| Nominativo | verslun   | verslanir |
| Acusativo  | verslun   | verslanir |
| Dativo     | verslun   | verslunum |
| Genitivo   | verslunar | verslana  |

|            | Singular | Plural |
| ---------- | -------- | ------ |
| Nominativo | mál      | mál    |
| Acusativo  | mál      | mál    |
| Dativo     | máli     | málum  |
| Genitivo   | máls     | mála   |

### Numerais
| Numeral | Equivalente islandês |
| ------- | -------------------- |
| um      | einn                 |
| dois    | tveir                |
| três    | þrír                 |
| quatro  | fjórir               |
| cinco   | fimm                 |
| seis    | sex'                 |
| sete    | sjö                  |
| oito    | átta                 |
| nove    | níu                  |
| dez     | tíu                  |

### Verbos
Os verbos em islandês podem ser regulares (ou fracos), isto é, terminados em vogal na terceira pessoa, ou irregulares (também chamados de verbos fortes), terminados em consoante no mesmo contexto.
| Pessoa | Singular            | Plural              |
| ------ | ------------------- | ------------------- |
| 1ª     | (ég) tala           | (við) tölum         |
| 2ª     | (þú) talar          | (þið) talið         |
| 3ª     | (hann/hún/það) tala | (þeir/þær/þau) tala |

| Pessoa | Singular             | Plural              |
| ------ | -------------------- | ------------------- |
| 1ª     | (ég) kem             | (við) komum         |
| 2ª     | (þú) kemur           | (þið) komið         |
| 3ª     | (hann/hún/það) kemur | (þeir/þær/þau) koma |

O presente e o pretérito, tanto do indicativo quanto do subjuntivo, são simples, sendo os demais tempos formados por meio de verbos auxiliares, como hafa ("ter"), vera ("ser"), etc.

## Amostra de texto
| Amostra da Língua Islandesa |
| --- |
| Ég er með bókina. (Eu tenho um livro.) Ég drekk mjólk. (Eu bebo leite.) Kötturinn er svartur. (O gato é preto.) Hún býr í Reykjavík. (Ela mora em Reiquiavique.) |